# Joaquín Turina Pérez
Joaquín Turina Pérez (Sevilla, 9 de desembre de 1882 - Madrid, 14 de gener de 1949) fou un compositor espanyol del segle xx.

## Vida i obra
Poques vegades el lloc de naixement d'un artista estarà tan lligat a la seua obra com en el cas de Turina. La «història d'amor» de Turina amb Sevilla el va portar a dedicar a la seua ciutat natal una bona part de la seua producció, estenent-se el seu poder inspirador per tots els gèneres que el compositor va conrear: en l'orquestra amb la Simfonia Sevillana, en la música vocal amb el Canto a Sevilla, en la música de cambra i intrumental amb Rincones Sevillanos per a piano o Sevillana per a guitarra, i en l'òpera amb Margot.
D'ascendència italiana, son pare era pintor. Sent infant va iniciar els seus estudis musicals amb el mestre de capella de la catedral sevillana, Evaristo García Torres, i amb Enríquez Rodríguez. El 1897 va efectuar la seua primera actuació pública com a pianista. A Madrid amplia els seus estudis amb José Tragó. Entre Madrid i Sevilla va començar una carrera com a reputat pianista.
En morir els seus pares va traslladar-se a París (1905) on va estudiar piano durant un mesos amb Moritz Moszkowski, decantant-se després per la Schola Cantorum de Vincent d'Indy, on va estudiar composició. El 1908 va contraure matrimoni amb Obdulia Garzón. Va tenir 5 fills.
A París va conèixer Isaac Albéniz, Paul Dukas, Ángel Barrios i Manuel de Falla entre d'altres. Si bé en un principi la influència de la Schola Cantorum semblà regnar absolutament en la inspiració de Turina, el poder de seducció i la influència d'Albéniz sembla que van ser determinants en un canvi de rumb del seu treball. El mateix Turina va narrar un dels últims encontres amb Albéniz amb aquestes paraules:
| « | En una de les meues darreres visites [a Albéniz] em va prendre del bracet i em va dir el següent amb gran estranyesa per la meua part: Aquest quintet franckià s'editarà. Ho faig qüestió personal. Però em doneu la vostra paraula de no escriure més música d'aquesta classe. Heu de fonamentar el vostre art en el cant popular espanyol, o andalús, atès que sou sevillà... | » |

El 1913 estrena una de les seues obres clau: La procesión del Rocío, poema simfònic en dues seccions, dedicat al director d'orquestra Fernández Arbós. Aquesta obra ja gaudeix de l'estil orquestral inconfusible de Turina, mescla d'un tardoromanticisme d'inspiració francesa i d'un nacionalisme de bona factura, amb un bon coneixement de la tècnica orquestral. L'obra va gaudir d'un immediat èxit a tot Espanya i va ser ben aviat interpretada a diverses ciutats europees.
En iniciar-se la Primera Guerra Mundial va fixar la seua residència a Madrid. El 1919, va contribuir a la fundació com a pianista del Quartet Francès, després Quintet de Madrid.
Les Danses Fantàstiques op. 22 i la Simfonia Sevillana op. 23, de 1919 i 1920 respectivament, formen amb La Procesión del Rocío el tríptic d'obres orquestrals de Turina més interpretades. El poema simfònic per a orquestra de corda La oración del torero op. 34 de 1925, composta inicialment per a conjunt de llaüts, és també molt popular.
Durant la dècada de 1920 i de 1930, va visitar freqüentment Barcelona i Catalunya i va relacionar-se amb diversos artistes, crítics i intel·lectuals catalans, com Manuel Clausells, Joan Lamote de Grignon, Eugeni d’Ors, Oleguer Junyent, Frank Marshall, Rafael Moragas, Jaume Pahissa i Santiago Rusiñol. També va col·laborar amb diverses institucions musicals, com l’Associació de Música Da Camera, la Banda Municipal de Barcelona o l'Orquestra Pau Casals. Fruit d’aquesta relació, va compondre Evocaciones, un conjunt de tres peces per a piano que esdevenen un tribut a Catalunya i que inclouen una sardana. El 23 d'octubre de 1928, juntament amb Pau Casals, va estrenar la transcripció per a violoncel i piano «Jueves Santo a medianoche» (de la suite Sevilla) al Palau de la Música Catalana.
Va obtenir grans èxits com a director d'orquestra, arribant a dirigir les representacions dels Ballets Russos de Serguei Diàguilev (1918). El 1929 va firmar un acord amb Unión Musical Espanyola per a la composició d'obres de piano. Va ser nomenat el 1931 catedràtic de composició del Conservatori de Madrid i el 1935, va ser nomenat acadèmic de número de la Reial Acadèmia de Belles de Sant Ferran, de Madrid.
Durant la Guerra Civil no va compodre gens. La forta impressió que va causar-li l'enfrontament bèl·lic i el fet de tenir dos fills lluitant en el front van ser determinants. Arran del seu caràcter conservador va buscar la protecció del cònsol britànic, que va certificar que Joaquín Turina era personal administratiu del consolat, per tal de sentir-se més segur al Madrid republicà, tot i gaudir del respecte del govern legítim de la República.
En acabar la guerra es produeix una vertadera diàspora intel·lectual que també va afectar la música: Robert Gerhard s'exília a Anglaterra, Casals a Puerto Rico, Falla a l'Argentina, Salvador Bacarisse a França, Rodolfo Halffter a Mèxic, Òscar Esplà a Bèlgica… Altres, com ara Pablo Sorozábal opten per un exili interior. Davant aquesta hecatombe cultural, Turina queda com l'únic compositor amb notable reconeixement internacional en l'interior del país.
Se segueixen aleshores els homenatges, reconeixements i càrrecs oferts per un règim polític orfe del suport de les principals figures artístiques. El 1941 és nomenat comissari de la Música.
Entre els seus escrits cal destacar l'Enciclopèdia abreviada de la Música de 1917 i un Tractat de composició de 1946, a més de nombrosos articles, crítiques i conferències.
Va morir el 14 de gener de 1949 a Madrid.

## Opinions
- Claude Debussy (1913): Com Albéniz, Turina sembla fortament impregnat de música popular; titubeja encara en la seua manera de desenvolupar i creu útil acudir als il·lustres proveïdors contemporanis. Crec que Turina pot passar-se sense ells i escoltar veus més familiars.

- Manuel de Falla (1917): El talent i l'alt sentiment artístic del que el nostre compositor ha donat brillants proves en les seues pròpies obres musicals, garanteixen tot allò que puga dir-nos sobre l'art de la composició.

- Rodolfo Halffter (1932): Turina no sap renovar-se. Les seves obres sempre són iguals."
- Xavier Montsalvatge (1945): Sense evadir-se de si mateix ni violentar el seu temperament, amb el llast d'un passat musical sense a penes agafador per a un artista d'alçada, però amb l'íntima consciència de les enormes possibilitats verges que s'obrien, Turina ha aconseguit crear una obra que respon a la idea del més pur nacionalisme en l'art i alhora als més sòlids preceptes de la música del nostre temps.

## Obres

### Òpera
- Margot op. 11
- Navidad op. 16
- La adúltera penitente op. 18
- Jardín de Oriente op. 25
- La Anunciación op. 27

### Orquestra
- La Procesión del Rocío op. 9
- Evangelio op. 12
- Danses Fantàstiques op. 22
- Simfonia Sevillana op. 23
- Ritmos fantasia coreogràfica, op. 43
- El castillo de Almodóvar, op. 65
- Rapsòdia simfònica op. 66, per a piano i orquestra de corda
- Fantasia sobre cinc notes op. 83

### Música de cambra
- Quintet op. 1 per a piano i quartet de corda op. 1
- Quartet de corda op. 4
- Escena Andaluza op. 7 per a viola, piano i quartet de corda
- El poema de una sanluqueña op. 28, per a violí i piano
- Oración del Torero op. 34 per a quartet de llaüts, posteriorment per a quartet de corda i orquestra de corda
- Trio op. 35, per a piano, violí i violoncel
- Recuerdos de la Antigua Espanya op. 48, per a quartet de llaüts
- Sonata op. 51 per a violí i piano
- Quartet amb piano op. 67
- Variacions clàssiques op. 72 per a violí i piano
- Trio op.76 per a piano, violí i violoncel
- Sonata op. 82 per a violí i piano
- Serenata op. 87 per a quartet de corda
- Círculo... op. 91 per a piano, violí i violoncel
- Euterpe (Musa de Andalucía) op. 93 núm. 2, per a violí i piano
- Talía (Musa de Andalucía) op. 93 núm. 3, per a quartet de corda
- Polimnia (Musa de Andalucía) op. 93 núm. 4 per a violoncel i piano
- Calíope (Musa de Andalucía) op. 93 núm. 9 Quintet
- Tema i variacions op. 100, per a arpa i piano
- Homenaje a Navarra op. 102 per a violí i piano

### Piano
- Sacro-monte
- Sevilla, op. 2
- Sonata Romántica sobre un tema español, op. 3
- Rincones sevillanos, op. 5
- Tres danzas andaluzas, op. 8
- Recuerdos de mi rincón, op. 14
- Álbum de viaje, op. 15
- Mujeres españolas, op. 17
- Cuentos de España, op. 20
- Niñerías, op. 21
- Sanlúcar de Barrameda, op. 24
- El Cristo de la Calavera, op. 30
- Jardines de Andalucía, op. 31
- La Venta de los Gatos, op. 32
- El Barrio de Santa Cruz, op. 33
- La leyenda de La Giralda, op. 40
- Dos danzas sobre temas populares españoles, op. 41
- Verbena madrleña, op. 42
- Mallorca, op. 44
- Evocaciones, op. 46[3]
- #Paisaje
- #Mar
- #Sardana
- Cuentos de España, op. 47
- Recuerdos de la España Antigua, op. 48
- Viaje marítimo, op. 49
- Tocata y fuga, op. 50
- Miniaturas, op. 52
- Cinco danzas gitanas, op. 55
- Niñerías, op. 56
- Partita en Do, op. 57
- Tarjetas postales, op. 58
- Sonata Fantasia, op. 59
- Radio Madrid, op. 62
- Jardín de niños, op. 63
- Peça romàntica, op. 64
- El Castillo de Almodóvar, op. 65
- El Circo, op. 68
- Siluetas, op. 70
- En la zapatería, op. 71
- Mujeres españolas, op. 73
- Fantasia italiana, op. 75
- El poema infinito, op. 77
- Rincones de Sanlúcar, op. 78
- Bailete, op. 79
- Preludis, op. 80
- Fantasia sobre cinc notes, op. 83
- Cinco danzas gitanas, op. 84
- Ofrenda, op. 85
- Hipócrates, op. 86
- Concert sense orquestra, op. 88
- Mujeres de Sevilla, op. 89
- En el cortijo, op. 92
- Clío (Musa de Andalucía), op. 93, núm 7
- Urania (Musa de Andalucía), op. 93, núm. 7
- Minué (Musa de Andalucía), op. 93, núm. 8
- Fantasía del reloj, op. 94
- Por las calles de Sevilla, op. 96
- Rincón mágico, op. 97
- Poema fantástico, op. 98
- Contemplación, op. 99
- Linterna mágica, op. 101
- Fantasía cinematográfica, op. 103
- Desde mi terraza, op. 104

### Guitarra
- Sevillana, op. 29
- Fandanguillo, op. 36
- Ráfaga, op. 53
- Sonata, op. 61
- Homenaje a Tàrrega, op. 69

### Orgue
- Preludi, op. 10
- Musette, op. 13

### Vocal
- Rima, op. 6, per a veu i piano
- Poema en forma de canciones, op. 19, per a veu i piano
- Tres Àries, op. 26, per a veu i piano
- Canto a Sevilla, op. 37, per a veu i piano o per a veu i orquestra
- Dos cançons, op. 38, per a veu i piano
- Corazón de mujer, op. 39, per a veu i piano
- Tríptico, op. 45, per a veu i piano
- Tres Sonetos, op. 54, per a veu i piano
- Saeta en forma de Salve, op. 60, per a veu i piano
- Vocalizaciones, op. 74, per a veu i piano
- Tres poemas, op. 81, per a veu i piano
- Homenaje a Lope de Vega, op. 90, per a veu i piano
- Melpómene (Musa de Andalucía), op. 93 núm. 5, per a veu i piano
- Erato (Musa de Andalucía), op. 93 núm. 6, per a veu i quartet de corda
- Ave Maria, op. 95, per a veu i piano